# Svedala kommun
Svedala kommun er en kommune i Skåne län (Skåne) i Sverige. 

## Byområder
Befolkning pr. 31. december 2005:
| # | Byområde | Befolkning |
| - | -------- | ---------- |
| 1 | Svedala  | 9,593      |
| 2 | Bara     | 3,270      |
| 3 | Klågerup | 1,883      |
| 4 | Sjödiken | 363        |
| 5 | Holmeja  | 232        |